# Backspacer
Backspacer je studiové album americké rockové skupiny Pearl Jam. Vydáno bylo v září roku 2009 společností Monkeywrench Records a jeho producentem byl Brendan O'Brien, který s kapelou spolupracoval již v minulosti. Práce na albu byla zahájena již v roce 2007, tehdy si členové kapely připravovali jednotlivé písně. Samotné nahrávání probíhalo od února do dubna roku 2009 v několika různých studiích. Deska se umístila na první příčce hitparády Billboard 200, což se kapele naposledy podařilo o třináct let dříve s albem No Code.

## Seznam skladeb
1. Gonna See My Friend – 2:47
2. Got Some – 3:01
3. The Fixer – 2:57
4. Johnny Guitar – 2:49
5. Just Breathe – 3:34
6. Amongst the Waves – 3:57
7. Unthought Known – 4:08
8. Supersonic – 2:38
9. Speed of Sound – 3:34
10. Force of Nature – 4:03
11. The End – 2:55

## Obsazení
Pearl Jam
- Jeff Ament – baskytara
- Matt Cameron – bicí, perkuse
- Stone Gossard – kytara
- Mike McCready – kytara
- Eddie Vedder – kytara, zpěv

Ostatní hudebníci
- Bruce Andrus – lesní roh
- Justin Bruns – housle
- Richard Deane – horn
- Danny Laufer – violoncello
- Cathy Lynn – viola
- Brendan O'Brien – doprovodné vokály, klavír
- Christopher Pulgram – housle
- Susan Welty – horn